# Eduardo Antonio Commisso Villalba
Eduardo Antonio Commisso Villalba (Avellaneda, provincia de Buenos Aires, Argentina, 29 de julio de 1948) es un exfutbolista argentino. Jugó en la defensa como lateral derecho, y destacó en el Independiente de Argentina y Hércules CF de España.

## Trayectoria
Commisso, muchas veces mal denominado Comiso o Comisso, jugó en juveniles con River Plate. Disputó con la selección argentina juvenil, el campeonato Sudamericano Juvenil de 1967 donde se proclamaron campeones. El torneo se disputó entre el 3 y 29 de marzo de 1967 en la capital paraguaya de Asunción, el equipo argentino cosechó su primer título Sudamericano Juvenil.
Con el Independiente jugó varias temporadas donde era un fijo en el lateral derecho. Ganó 4 copas Libertadores, 2 copas Interamericanas, y una Intercontinental. Además fue subcampeón de la Intercontinental de 1972 frente al Ajax Ámsterdam y de 1974 frente al Atlético de Madrid.
En el Hércules no jugó todo lo esperado debido a problemas con su doble nacionalidad. Debutó en la liga española el 11 de abril de 1976 en el José Rico Pérez contra el Real Oviedo (1-0). Con el equipo herculano logró 3 goles en la temporada 1976/77, todos ellos de penalti, fueron contra el Valencia CF (jornada 30), Real Sociedad (jornada 32) y Elche CF (jornada 34). Se despidió como jugador del Hércules el 1 de enero de 1978 en Sarriá, en un partido contra el Espanyol en que el Hércules perdió 2-1.
De regreso en la Argentina, jugó en Chacarita y Estudiantes de la Plata, donde se retiró  del futbol profesional.
En la actualidad Eduardo Commisso reside en Mar del Plata donde mantiene una empresa y no tiene vinvulación con el fútbol.

## Clubes
Datos actualizados al fin de la carrera deportiva.
| Independiente Argentina |               |               |     |   |   |    |    |     |     |   |
| 1.ª | N-1969        | 14            | 0   | - | - | -  | -  | 14  | 0   |   |
| 1.ª | M-1970        | 15            | 0   | - | - | -  | -  | 15  | 0   |   |
| 1.ª | N-1970        | 15            | 0   | - | - | -  | -  | 15  | 0   |   |
| 1.ª | M-1971        | 25            | 0   | - | - | -  | -  | 25  | 0   |   |
| 1.ª | N-1971        | 9             | 0   | - | - | -  | -  | 9   | 0   |   |
| 1.ª | M-1972        | 23            | 0   | - | - | 9  | 0  | 31  | 0   |   |
| 1.ª | N-1972        | 8             | 0   | - | - | 2  | 0  | 10  | 0   |   |
| 1.ª | M-1973        | 24            | 0   | - | - | 9  | 0  | 33  | 0   |   |
| 1.ª | N-1973        | 14            | 0   | - | - | 1  | 0  | 15  | 0   |   |
| 1.ª | M-1974        | 14            | 0   | - | - | -  | -  | 14  | 0   |   |
| 1.ª | N-1974        | 22            | 1   | - | - | 8  | 0  | 30  | 1   |   |
| 1.ª | M-1975        | 25            | 0   | - | - | 2  | 0  | 27  | 0   |   |
| Total club | Total club    | 208           | 1   | 0 | 0 | 31 | 0  | 239 | 1   |   |
| Hércules · España |               |               |     |   |   |    |    |     |     |   |
| 1.ª | 1975-76       | 5             | 0   | 1 | 0 | -  | -  | 6   | 0   |   |
| 1.ª | 1976-77       | 30            | 3   | 8 | 0 | -  | -  | 38  | 3   |   |
| 1.ª | 1977-78       | 5             | 0   | - | - | -  | -  | 5   | 0   |   |
| Total club | Total club    | 40            | 3   | 9 | 0 | 0  | 0  | 49  | 3   |   |
| Chacarita Juniors Argentina |               |               |     |   |   |    |    |     |     |   |
| 1.ª | N-1978        | 7             | 1   | - | - | -  | -  | 7   | 1   |   |
| Total club | Total club    | 7             | 1   | 0 | 0 | 0  | 0  | 7   | 1   |   |
| Estudiantes de La Plata Argentina |               |               |     |   |   |    |    |     |     |   |
| 1.ª | M-1979        | 12            | 0   | - | - | -  | -  | 12  | 0   |   |
| 1.ª | N-1979        | 6             | 0   | - | - | -  | -  | 6   | 0   |   |
| Total club | Total club    | 18            | 0   | 0 | 0 | 0  | 0  | 18  | 0   |   |
| Total carrera | Total carrera | Total carrera | 273 | 5 | 9 | 0  | 31 | 0   | 313 | 5 |
| (1) Incluye datos de la Copa del Rey (1975-76). (2) Incluye datos de la Copa Libertadores (1972, 1973, 1974, 1975); Copa Intercontinental (1972, 1974); Copa Interamericana (1972, 1974, 1977). (3) No se consideran goles en encuentros amistosos. |               |               |     |   |   |    |    |     |     |   |

## Palmarés

### Campeonatos nacionales
| Título           | Club          | País      | Año    |
| ---------------- | ------------- | --------- | ------ |
| Primera División | Independiente | Argentina | M-1970 |
| Primera División | Independiente | Argentina | M-1971 |

### Torneos internacionales
| Título                | Club                | Sede        | Año  |
| --------------------- | ------------------- | ----------- | ---- |
| Sudamericano Juvenil  | Selección Argentina | Asunción    | 1967 |
| Copa Libertadores     | Independiente       | Avellaneda  | 1972 |
| Copa Libertadores     | Independiente       | Montevideo  | 1973 |
| Copa Interamericana   | Independiente       | Tegucigalpa | 1973 |
| Copa Intercontinental | Independiente       | Roma        | 1973 |
| Copa Libertadores     | Independiente       | Santiago    | 1974 |
| Copa Interamericana   | Independiente       | Guatemala   | 1974 |
| Copa Libertadores     | Independiente       | Asunción    | 1975 |